# Каскада „Искър“
Вижте пояснителната страница за други значения на Искър.
Каскада „Искър“ е хидротехническо съоръжение в Западна България, разположено главно в община Самоков и Столична община. Основната му функция е водоснабдяването на София и агломерацията около града, като в по-ограничен мащаб се използва също за производство на електроенергия, напояване и предпазване от наводнения.
Построена е около притоците и в горното течение на река Искър и обхваща територията между Рила планина и Софийската котловина. Водосборната ѝ област има площ 1046 km² и средна надморска височина 1314 m, а средногодишният отток е 323 млн. m³.
Каскадата функционира на две нива с четири язовира, шест напорни деривации, четири пречиствателни станции за питейна вода, четири водноелектрически централи, реверсивни тунели и локални водохващания. Чрез деривациите „Грънчар“, „Манастирска“ и „Джерман-Скакавица“ част от водите на каскадата „Белмекен-Сестримо“, река Манастирска, река Джерман и нейните притоци, са пренасочени към каскадата в поречието на река Искър.
Оператор на повечето съоръжения на каскадата е водоснабдителното предприятие „Софийска вода“. Язовир „Искър“ е публична държавна собственост, поддържан от Националната електрическа компания, язовир „Пасарел“ с част от свързаните с тях съоръжения са собственост на Националната електрическа компания, ВЕЦ „Пасарел“ и ВЕЦ „Кокаляне“ – на люксембургската „Акуо Енерджи“, а спреният ВЕЦ „Панчарево“ – на Националния политехнически музей.

## Структура
Каскадата включва две основни съоръжения – Хидровъзел „Бели Искър“ и Хидровъзел „Искър“, по които водите се придвижват успоредно към София, като част от водите от Хидровъзел „Бели Искър“ се подават и към Хидровъзел „Искър“.

### Хидровъзел „Бели Искър“
Хидровъзел „Бели Искър“ включва язовир „Бели Искър“, деривацията и деривационните ВЕЦ „Бели Искър“, „Мала Църква“, „Симеоново“, заедно с ПСПВ Бистрица.

### Хидровъзел „Искър“

#### Първо стъпало
Основното съоръжение на Хидровъзел „Искър“ е язовир „Искър“, пуснат в експлоатация през 1956 година и разположен в землището на село Долни Пасарел и до Републикански път II-82. Водохранилището има функции на многогодишен изравнител с общ обем 655,3 млн. m³ и залята площ 30 km². Язовирната стена е бетонна масивно-гравитачна, с максимална височина 74,65 m и дължина по короната 204,0 m.
Макар основната функция на язовир „Искър“ да е водоснабдителна, част от водите му се използват за производство на електроенергия. Те се подават по напорен тунел с дължина 5495 m и капацитет 33 m³/s до подземната водна кула на ВЕЦ „Пасарел“, а оттам по двоен надземен стоманен тръбопровод с дължина 278 m достигат до централата. Централата е оборудвана с две турбини тип „Францис“ с обща инсталирана мощност 33 MW. Обработените води се изливат по коритото на Искър до близкия язовир „Пасарел“.

#### Второ стъпало
Второто стъпало на хидровъзела започва от язовир „Пасарел“ в землището на село Долни Пасарел, който служи за горен изравнител на по-ниско разположената ВЕЦ „Кокаляне“, заради което понякога е наричан язовир „Кокаляне“. Той има дължина 2 km, ширина до 350 m и максимален завирен обем 2,7 млн. m³. Стената му е бетонна масивно-гравитачна, с височина 27 m и дължина по короната 94 m.
ВЕЦ „Кокаляне“ използва водата преминала през ВЕЦ „Пасарел“ и събирана в бент „Кокаляне“. Водите се отвеждат по напорен тунел с дължина 5061 m до подземна водна кула, висока 20,8 m. От нея към централата се подават по двоен надземен стоманен тръбопровод с дължина 229 m. В централата са монтирани две групи турбини „Францис“ с обща мощност 22,4 MW. Обработените води се излизват в близкото Панчаревско езеро.

#### Водоснабдителни съоръжения
От 90-те години на XX век основната функция на хидровъзела е водоснабдителна, като производството на електроенергия е ограничено. Водоснабдяването от хидровъзела се извършва по два водопровода, които се отделят от главната деривация на каскадата под апаратната камера на ВЕЦ „Пасарел“. Единият клон, изграден през 1956 година, свързва Пречиствателна станция за питейни води „Панчарево“, а другият завършената през 1999 година Пречиствателна станция за питейни води „Бистрица“.
Водите за първия водоснабдителен клон се обработват от един от трите турбинни агрегата на ВЕЦ „Пасарел“, който в началото на XXI век произвежда 90% от електроенергията в хидровъзела. Първият клон има капацитет 3,7 m³/s, от които обикновено се използват около 2 m³/s, тъй като повечето води се подават по новия клон.

## История
Първото съоръжение на Каскада „Искър“ е пуснатата през 1900 година ВЕЦ „Панчарево“, която е и първата трайно действаща електроцентрала в България. Още по това време се обсъждат планове за изграждане на язовир по течението на Искър. През 1921 г. темата отново излиза на дневен ред с нарастващите нужди от вода за столицата. Проектът за 55-метрова язовирна стена и язовир с обем 320 милиона m³ не може да се осъществи поради неспособността на общината да компенсира жителите на селата Горни Пасарел, Калково и Шишманово.
Междувременно започват първите етапи от изграждането на днешния Хидровъзел „Бели Искър“ по идея на инженер Иван Иванов. Като първи етап от изграждането на водопроводна система от Рила през лятото на 1926 година е завършен водопровода „София-Бистрица“. Вторият етап – „Бистрица-Рила“, е започнат през 1928 година и е завършен през 1933 година. Така на 23 април 1933 година бистрата рилска вода изпълва специално построения басейн на стадион „Юнак“. След осемгодишно строителство съоръжението е било готово, доставяйки на всеки софиянец средно по 200 литра вода на денонощие.
По същото време е подновена идеята за голям язовир в района на Пасарел. През 1932 – 1941 г. са направени геодезически, геоложки и хидроложки проучвания с цел построяване на язовир „Св. Петър“ (по името на манастира в Долни Пасарел, край който е трябвало да бъде стената). Язовирната стена е на мястото на днешната стена на язовир „Искър“, но по това време се планира тя да е висока само 46 метра с обем на водохранилището 200 милиона m³.
Следващ етап от развитието на каскадата е построяването на язовир „Бели Искър“, което започва през 1939 година и окончателно завършва през 1945 година. Днес той осигурява около 20% от питейното водоснабдяване на столицата, като служи и за допълващ обем на основия водоизточник, язовир „Искър", осигуряващ 80% от питейната вода на софиянци.
През юли 1947 г. започват нови геоложки проучвания на 4 места между Горни Пасарел и Панчарево за изграждане на язовир. С най-благоприятни геоложки, топографски и водно-стопански условия се оказва мястото около 37-и км. През 1947 – 1948 г. водите на река Искър се проучват допълнително.
В началото на 1948 г. започва работата по проектите за второто ниво на каскада „Искър“ в новосъздадения Енергохидропроект. Бившият кмет на София инж. Иван Иванов, осъден на смърт от народния съд, е помилван на доживотен затвор в замяна за проектирането на язовир Искър. Той проектира язовира под милиционерско наблюдение, преди да бъде изцяло помилван. Подготвителните работи започват през 1949 г., основното строителство – в края на 1950 г., а на 6 септември 1954 г. хидровъзелът е официално открит. За времето си той е най-голямото техническо съоръжение в България. На 21 декември 1949 г., докато още е в строеж, е преименуван на „Гигант язовир Сталин“, по-късно името му е върнато.
Същевременно са изградени връзките с Пречиствателна станция за питейни води „Панчарево“, обработваща 25% от водите му, и Пречиствателна станция за питейни води „Бистрица“, обработваща останалите 75% от водата. Първоначално се планира каскадата да включва още една електроцентрала – ВЕЦ „София“, както и да завършва с проекта за Софийски плавателен канал, но тези разширения не са изпълнени заради недостатъчните водни количества. С времето каскадата започва да се използва във все по-голяма степен за водоснабдяване и днес производството на електроенергия от двете централи на Хидровъзел „Искър“ е сведено до минимум, а ВЕЦ „Панчарево“ е напълно спряна.
Най-ниско разположеният язовир от каскадата – Панчаревското езеро се появява на картата на столицата през 1957 година и изпълнява следните функции: Служи за дневен изравнител на ВЕЦ „Кокаляне“; задържане и изравняване водите на реките Планщица, Ведена и Витошка Бистрица; водохранилище за условно чиста вода, задоволяващо промишлените, благоустройствени, хигиенни и рекреационни нужди на София.